# Chionaema bifasciata
Chionaema bifasciata là một loài bướm đêm thuộc phân họ Arctiinae, họ Erebidae.